# Vicente Feola
Vicente Ítalo Feola, né le 20 novembre 1909 et décédé le 6 novembre 1975 à São Paulo, était un entraîneur de football brésilien d'origine italienne.

## Biographie
Il est devenu célèbre en conduisant la sélection nationale brésilienne à son premier titre de champion du monde en 1958.
Également sélectionneur du Brésil à la Coupe du monde 1966, il aura dirigé la Seleçao à 75 reprises, pour un bilan de 55 victoires, 13 nuls et seulement 6 défaites.
En club, il fut entraîneur du São Paulo FC avec lequel il remporta le Championnat Paulista en 1948 et 1949.
Il est incarné par Vincent D'Onofrio dans le film Pelé : Naissance d’une légende (Pelé: Birth of a Legend) de Jeff Zimbalist et Michael Zimbalist sorti en 2016.